# Magnolia lanuginosoides
Magnolia lanuginosoides este o specie de plante din genul Magnolia, familia Magnoliaceae, descrisă de Richard B. Figlar și Hans Peter Nooteboom. Conform Catalogue of Life specia Magnolia lanuginosoides nu are subspecii cunoscute.